# (5636) Jacobson
(5636) Jacobson es un asteroide perteneciente al cinturón de asteroides descubierto el 22 de agosto de 1985 por Edward Bowell desde la Estación Anderson Mesa (condado de Coconino, cerca de Flagstaff, Arizona, Estados Unidos).

## Designación y nombre
Designado provisionalmente como 1985 QN. Fue nombrado Jacobson en honor a Robert A. Jacobson, una autoridad destacada en técnicas de navegación de naves espaciales, y actualmente está desarrollando efemérides para satélites naturales en el Laboratorio de Propulsión a Reacción. Jugó un papel decisivo en la generación de efemérides satelitales precisas utilizadas por el proyecto de nave espacial Voyager 2 durante sus encuentros con Urano y Neptuno. Estas efemérides se desarrollaron utilizando tanto la astrometría terrestre como los datos de navegación óptica de la nave espacial.

## Características orbitales
Jacobson está situado a una distancia media del Sol de 2,763 ua, pudiendo alejarse hasta 3,133 ua y acercarse hasta 2,393 ua. Su excentricidad es 0,133 y la inclinación orbital 2,403 grados. Emplea 1677,60 días en completar una órbita alrededor del Sol.

## Características físicas
La magnitud absoluta de Jacobson es 12,8. Tiene 7,843 km de diámetro y su albedo se estima en 0,218. 